# 查尔斯·迪林
查尔斯·迪林（英語：Charles Dearing，1908年3月9日—1962年8月2日），新西兰男子击剑运动员。他曾代表新西兰参加1950年大英帝国运动会击剑比赛，获得男子团体花剑银牌。